# Bára Zmeková
Bára Zmeková (* 13. března 1988, Praha) je česká zpěvačka, klavíristka a skladatelka. Vyrůstala ve Vršovicích. Od čtyř let hraje na klavír. Vystudovala Konzervatoř a VOŠ Jaroslava Ježka, obor Tvorba textu a scénáře, a Indologii na Filozofické fakultě Univerzity Karlovy, obor hindština. 
Vystupuje sólově i s kapelou. Na koncertech ji doprovází bubeník Viktor Dořičák, baskytarista Pavel Šmíd, akordeonista Michal Mihok a další.  

## Hudební kariéra
V roce 2013 vyhrála první ročník talentové soutěže 1Man2Play, díky čemuž poté vystoupila na festivalu Colours of Ostrava. Na podzim pak s podporou časopisu Full Moon vydala svoje debutové album Ještě kousek, na kterém pracovala ve studiu Jámor u Ondřeje Ježka už od počátku roku. Na albu kromě doprovodné kapely vystupuje i řada hostů včetně Lenky Dusilové.  
Podílela se na vzniku významných hudebních kompilací (Hommage Bulisovi, Kittchen - Akt, Superhrdinky aj.) a v říjnu 2016 předskakovala na koncertě švýcarské zpěvačky Sophie Hunger v pražském Paláci Akropolis. 
Její druhé album Lunaves (2019, Tranzistor label) si získalo místo na prvních příčkách výročních hitparád Radia 1 nebo Proglasu a zařadilo se mezi hudební počiny roku v magazínech Headliner či MusicServer.
Za album získala dvě nominace na cenu Hudební akademie populární hudby Anděl, a to ve dvou hlavních kategoriích - Sólová interpretka a Objev roku. Ve stejném roce získala také obě možná ocenění, cenu diváků i odborné poroty festivalu Czech Music Crossroads a následně byla vybrána, aby reprezentovala českou hudební scénu na mezinárodním showcasovém festivalu world music WOMEX 2020.
V roce 2020 vydala remixové album LNVS (rmxd). V roce 2022 vyšlo živé album Live at Gong (živá nahrávka z haly Gong na Colours of Ostrava).
Své nejnovější studiové album Jediný na světě (2024, Tranzistor label) nahrávala na historické křídlo Steinway & Sons z roku 1892 v budově gotického dvojčete v Úštěku. Album bylo pokřtěno 17. dubna 2024 v pražském Paláci Akropolis. Pokřtili jej hosté Jakub Čermák a Jakub König. Mezi speciálními hosty večera byly také například zpěvačky Lenka Dusilová a Lena Boha (Yellow sisters).
V prosinci 2024 vydala singl Susedková s norským trumpetistou Danielem Herskedalem. 
Je aktivní na platformách jako Instagram, Facebook, YouTube a Patreon.

## Koncerty
Bára Zmeková se svou tvorbou pravidelně vystupuje v klubech a na festivalech v Čechách i v zahraničí.
SheArts Festival (Káhira & Alexandrie, EG, 2024), Athens Jazz Festival (GR, 2022), Colours of Ostrava (CZ, 2013, 2014, 2022), iF Jazz Cafe (HU), City Cultural Centre (SRB, 2024), Festival Banát (RO), Pink Whale (SK), Jazz Tibet, Kabinet Múz, Palác Akropolis (CZ), Opus Jazz Club (HU), Jazz Club Tonne (GE), Drom Taberna & BLOK Musica (CA), PIN Festival (MK) – opening act a mnoho dalších.

## Diskografie

### Alba
- Ještě kousek, 2013
- Lunaves, 2019
- LNVS (rmxd), 2020 – kolekce remixů
- Live at Gong (2022)
- Jediný na světě, 2024

### Singly a kompilace
- Susedková – Singl ve spolupráci s Danielem Herskedalem (2024)
- Jediný na světě - Live at Palác Akropolis (2024)
- Přestalo pršet (2024)
- Všechno se nám zdá – Singl ve spolupráci s Davidem Pomahačem (2023)
- Úbočí (feat. Francesca Mountfort) (2022)
- Město – Singl ve spolupráci s novozélandskou cellistkou Francescou Mountfort (2021)
- Kompilace FULLMOON 10 (2020)
- Kompilace My jsme svět (2018)
- Kompilace SUPERHRDINKY: Hudba pro ženy bez domova (2017)
- Kompilace AKT - Kittchen (2017)
- Kompilace Hommage Bulisovi (2015)
- Hudba pro album Azaret (2013)

### Autorské divadelně-hudební spolupráce
- Projekt Pomezí, Inscenace My se neznáme (2020–2023)
- Projekt Ufftenživot, inscenace This is not a love song (2020–2023)
- Projekt Pomezí, inscenace Pozvání (2019)
- Projekt Pomezí, inscenace Dům v jabloních (2018–2024)
- Blood, Love and Rhetoric (CZ/GB), inscenace Elixir (2013–2016)
- Tvorba hudby k rozhlasové hře pro Český rozhlas (2020)

### Forma
Tvorba autorských živých hudebních doprovodů k němým černobílým filmům:
- Metropolis (Fritz Lang, 1927)
- Erotikon (Gustav Machatý, 1929)
- Sunrise: A Song of Two Humans (F. W. Murnau, 1927)
- Kabinet doktora Caligariho (Robert Wiene, 1920) (2013–2020)